# Flinders Island (Investigator)
Pour les articles homonymes, voir Flinders.
Flinders Island est l'île principale de l'archipel des îles de l'Investigator ou archipel des îles Flanders.

## Histoire
L'île a été nommée par Matthew Flinders, d'après son jeune frère Samuel Flinders, un aspirant de marine de l'HMS Investigator, navire de la marine britannique, en 1801. lors du premier voyage expéditionnaire voué à la cartographie et à la découverte du littoral méridional du "continent" australien dirigé par ce même Matthew Flinders.
Ainsi, si l'archipel a porté le nom du navire britannique du premier à avoir approché ses côtes, l'île principal porte le nom illustre de son navigateur et de son frère. Il est à signaler que Matthew Flinders a donné son nom à plusieurs îles australiennes ce qui conduit à une situation d'homonymie géographique.

## Géographie
Située à 33 km d'Elliston, le port le plus proche sur le "continent" australien, cette île a une superficie de 9 000 acres soit environ 22,76 km2. Elle forme un plateau peu élevé de 13 km de long du nord-nord-est au sud-sud-ouest, et de 5 km en moyenne d'est en ouest même si la largeur maximale de l'île atteint 8 km en fait. Elle dispose de près de 50 km de côtes le plus souvent escarpées même si l'accès à l'île est facilitée par la présence de 14 plages de sable.
Privée de tout relief remarquable, l'île est semi-aride et battue par les vents. Elle a conservé un caractère profondément sauvage.

## Économie
Il n'existe pas d'occupation permanente de l'île malgré sa superficie équivalente à celle de L'Île-d'Yeu en Vendée.
Toutefois, l'île dispose d'une piste d'atterrissage et d'un centre touristique situé au nord-est de l'île. La forme de tourisme développée sur l'île est un tourisme doux puisque la structure permet à seulement 9 convives de venir y séjourner: les activités proposées sont tournées vers la découverte de la nature selon le principe "Une île pour vous tous seuls" :
- photographie,
- randonnée,
- plongée en tuba,
- surf, etc.[2]

Ajoutons que les eaux très poissonneuses de Flinders island sont aussi le lieu de "safaris" de pêche,.
L'île a été récemment l'objet d'une prospection diamantifère en lien avec la découverte d'un large éventail d'indicateurs de kimberlite sur l'île.   Ces minerais incluent de la chromite, du pyrope, de diopside, de la picroilménite, de la forstérite, de l'orthopyroxène, ainsi que huit petits diamants.
Cette nouvelle a suscité l'intérêt notamment du groupe Flinders mines qui a opéré des premiers relevés gravimétriques sur des dépressions (zones de comblement des rivages paléolithiques) situées au nord-ouest de l'île en 2008 et 2009.
Ces prospections n'ont pas manqué d'inquiéter les associations de protection de la nature, soucieuses et désireuses de préserver un espace encore épargné par l'occupation et l'exploitation humaine.

## Drapeau

Drapeau